# 大石悦子
大石 悦子（おおいし えつこ、1938年（昭和13年）4月3日 - 2023年（令和5年） 4月28日）は、日本の俳人。京都府出身。

## 経歴
舞鶴町（現舞鶴市）生まれ。1954年、府立西舞鶴高校に入学、「鶴」門の工藤雄仙が主宰する「飛翔」に誘われ句作を開始。1956年ごろ「鶴」に入会。石田波郷、石塚友二、星野麦丘人に師事する。1957年、和歌山大学に入学。学生サークルの俳句研究会に所属し、一時「天狼」にも投句した。子育てのために句作を一時中断後、1981年に鶴俳句賞を受賞、「鶴」同人。
1984年、「遊ぶ子の」50句により第30回角川俳句賞を受賞。1986年、句集『群萌』により第10回俳人協会新人賞を受賞。1991年、後藤綾子の呼びかけによる「あの会」発足に参加。のちに澁谷道の「紫薇」にも参加する。2005年、句集『耶々』により第5回俳句四季大賞および第1回日本詩歌句大賞を受賞。2013年、句集『有情』により第53回俳人協会賞を受賞。2018年、第10回桂信子賞を受賞。2002年より芝不器男俳句新人賞選考委員。2021年、句集『百囀』で第13回小野市詩歌文学賞及び第55回蛇笏賞を受賞。
2023年4月28日死去。85歳没。

## 作風など
『万葉集』などの古典の素養と漢語を生かした骨太な作風。代表句に「てふてふや遊びをせむとて吾が生れぬ」（『群萌』所収）などがある。

## 著書
- 句集『群萌』 富士見書房、1986年 ISBN 978-4829170205
- 句集『聞香』 富士見書房〈「俳句研究」句集シリーズ〉、1989年 ISBN 978-4829171073
- 句集『百花』 角川書店、1997年 ISBN 978-4048715157
- 選集『花神俳句館 大石悦子』 花神社、1999年 ISBN 978-4760290574
- 句集『耶々』 富士見書房、2004年 ISBN 978-4829175774
- 『旬の菜時記』（宇多喜代子・茨木和生共著） 朝日新聞出版〈朝日新書〉、2009年 ISBN 978-4022732705
- 句集『有情』 角川学芸出版、2012年 ISBN 978-4046526854
- 『季語別大石悦子句集』 ふらんす堂、2017年 ISBN 978-4781410241
- 『師資相承 - 石田波郷と石塚友二』 KADOKAWA、2018年 ISBN 978-4048841610
- 句集『百囀（ひゃくてん）』 ふらんす堂〈令和俳句叢書〉、2020年 ISBN 978-4781412597